# Luis Alberto Acosta
Luis Alberto Acosta (Montevideo, 15 dicembre 1952) è un ex calciatore uruguaiano, di ruolo centrocampista.

## Carriera

### Club
Ha giocato nella massima serie dei campionati uruguaiano, messicano, argentino ed ecuadoriano.

### Nazionale
Con la Nazionale uruguaiana ha preso parte alla Copa América 1983, vincendola.
Tra il 1983 e il 1988 ha giocato 15 partite e segnato 1 gol.

## Palmarès

### Nazionale
- Campionato messicano: 1

America: 1984-85